# Сент-Антуан-д’Оберош
Сент-Антуа́н-д’Оберо́ш (фр. Saint-Antoine-d'Auberoche) — коммуна во Франции, находится в регионе Аквитания. Департамент — Дордонь. Входит в состав кантона От-Перигор-Нуар. Округ коммуны — Перигё.
Код INSEE коммуны — 24369.

## География

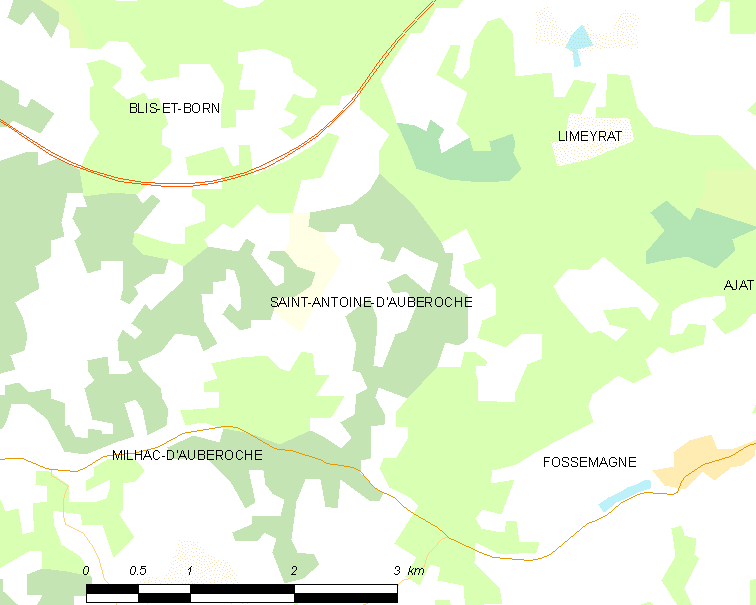
Карта коммуны

Коммуна расположена приблизительно в 430 км к югу от Парижа, в 125 км восточнее Бордо, в 19 км к востоку от Перигё.
На юге коммуны протекает река Мануар.

### Климат
Климат умеренный океанический со средним уровнем осадков, которые выпадают преимущественно зимой. Лето здесь долгое и тёплое, однако также довольно влажное, здесь не бывает регулярных периодов летней засухи. Средняя температура января — 5 °C, июля — 18 °C. Изредка вследствие стечения неблагоприятных погодных условий может наблюдаться непродолжительная засуха или случаются поздние заморозки. Климат меняется очень часто, как в течение сезона, так и год от года.

## Население
Население коммуны на 2010 год составляло 147 человек.
| 1962 | 1968 | 1975 | 1982 | 1990 | 1999 | 2010 |
| ---- | ---- | ---- | ---- | ---- | ---- | ---- |
| 109  | 105  | 107  | 126  | 115  | 146  | 147  |

## Администрация
| Период | Период | Фамилия       | Партия       | Примечания            |
| ------ | ------ | ------------- | ------------ | --------------------- |
| 2000   | 2008   | Паскаль Кошуа |              |                       |
| 2008   | 2020   | Стефан Моттье | беспартийный | управляющий кемпингом |

## Экономика
В 2010 году среди 97 человек трудоспособного возраста (15-64 лет) 59 были экономически активными, 38 — неактивными (показатель активности — 60,8 %, в 1999 году было 57,4 %). Из 59 активных жителей работали 54 человека (32 мужчины и 22 женщины), безработных было 5 (3 мужчин и 2 женщины). Среди 38 неактивных 11 человек были учениками или студентами, 13 — пенсионерами, 14 были неактивными по другим причинам.

## Достопримечательности
- Церковь Св. Антония (XII век)[5]
- Замок Кав (XVII век)[6]

## Фотогалерея

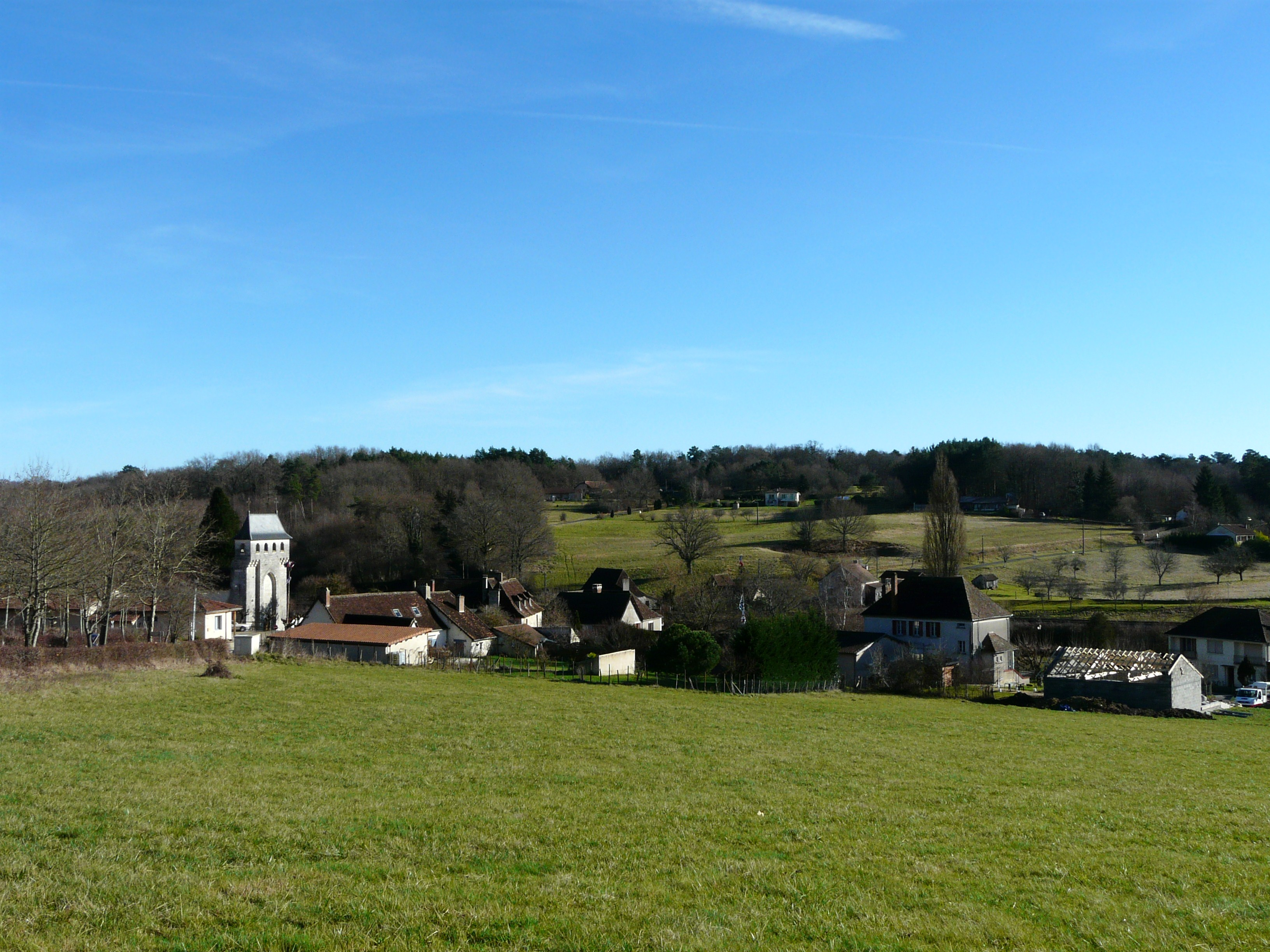
Сент-Антуан-д’Оберош
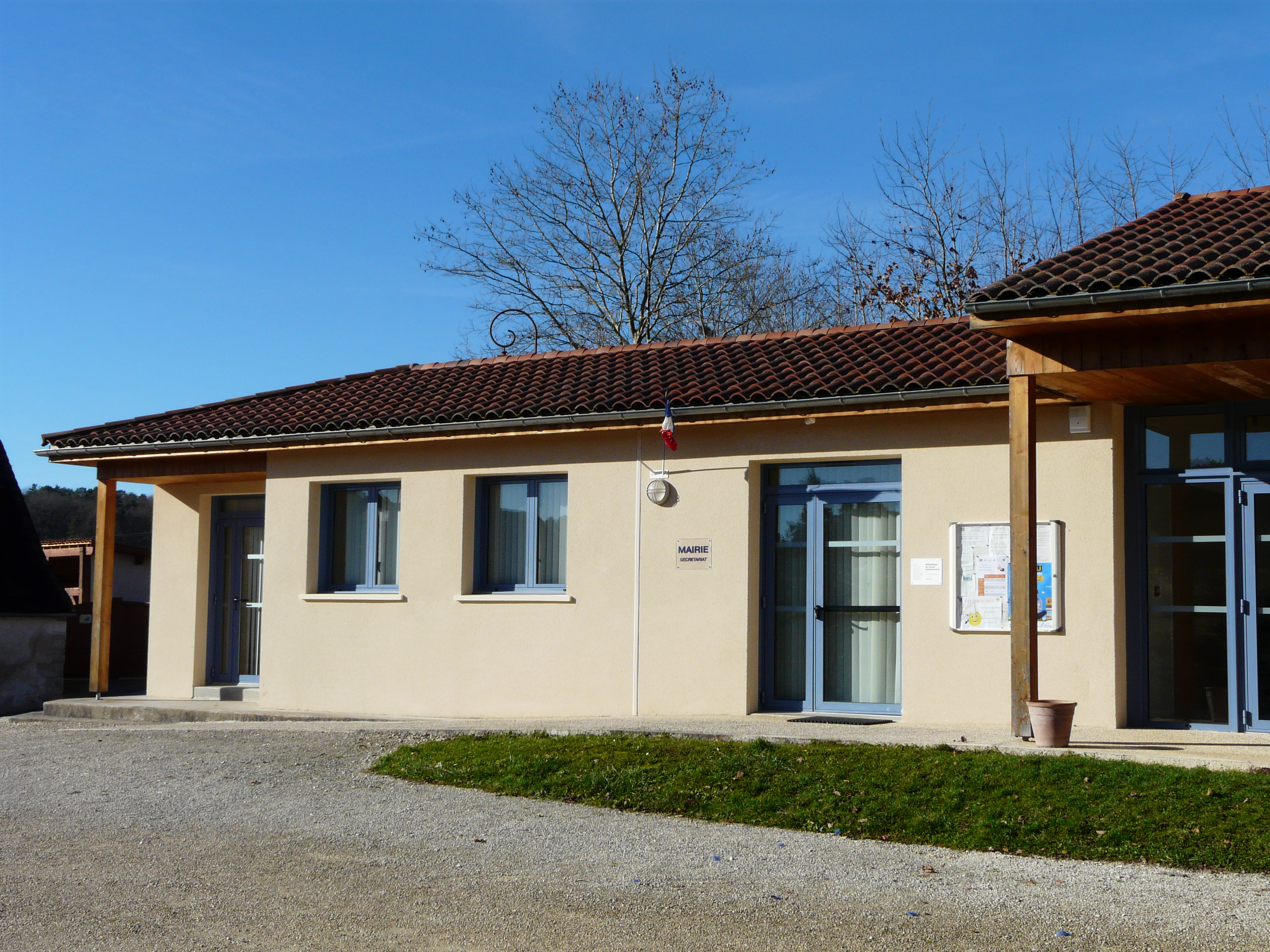
Мэрия
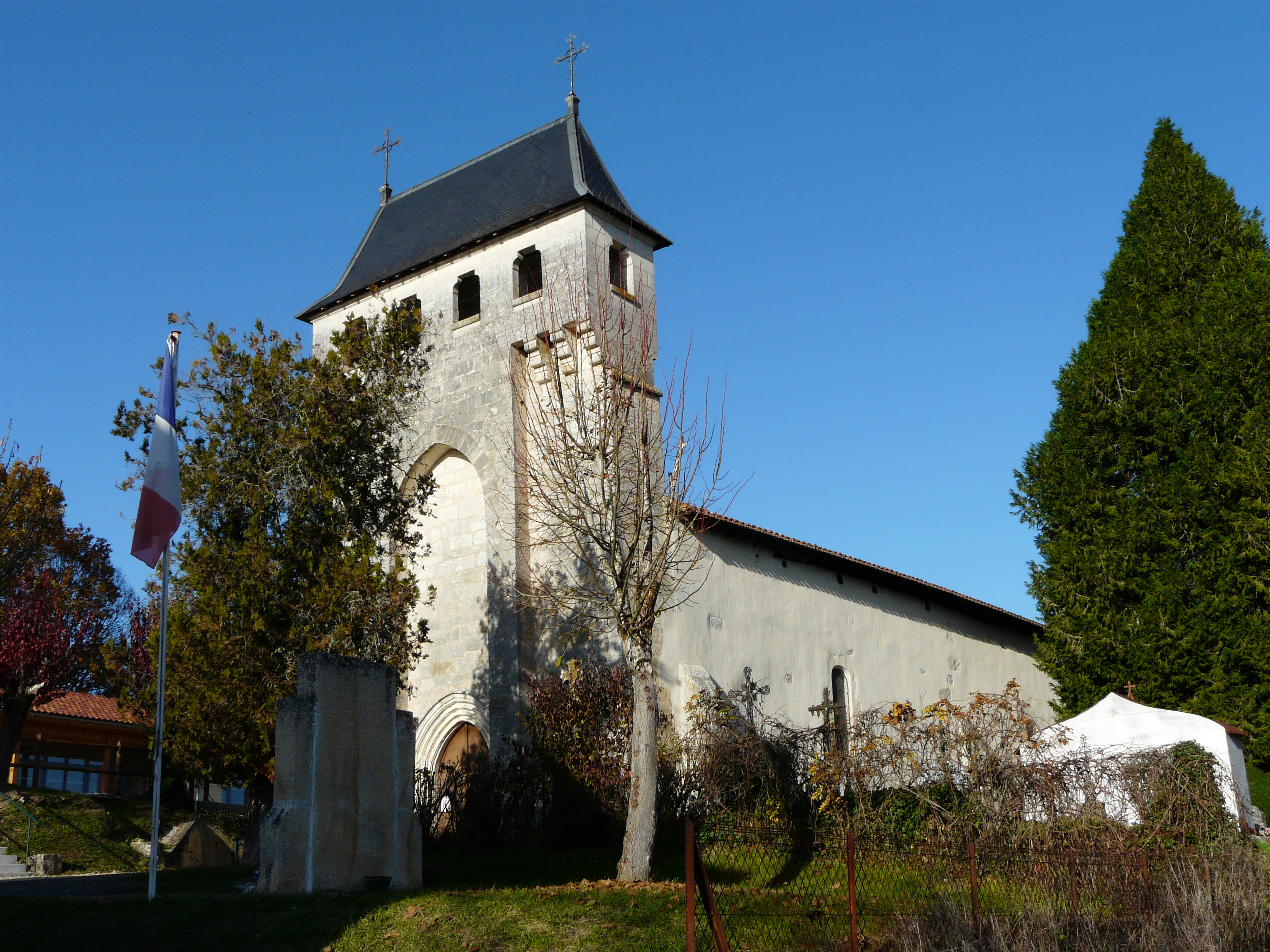
Церковь Св. Антония
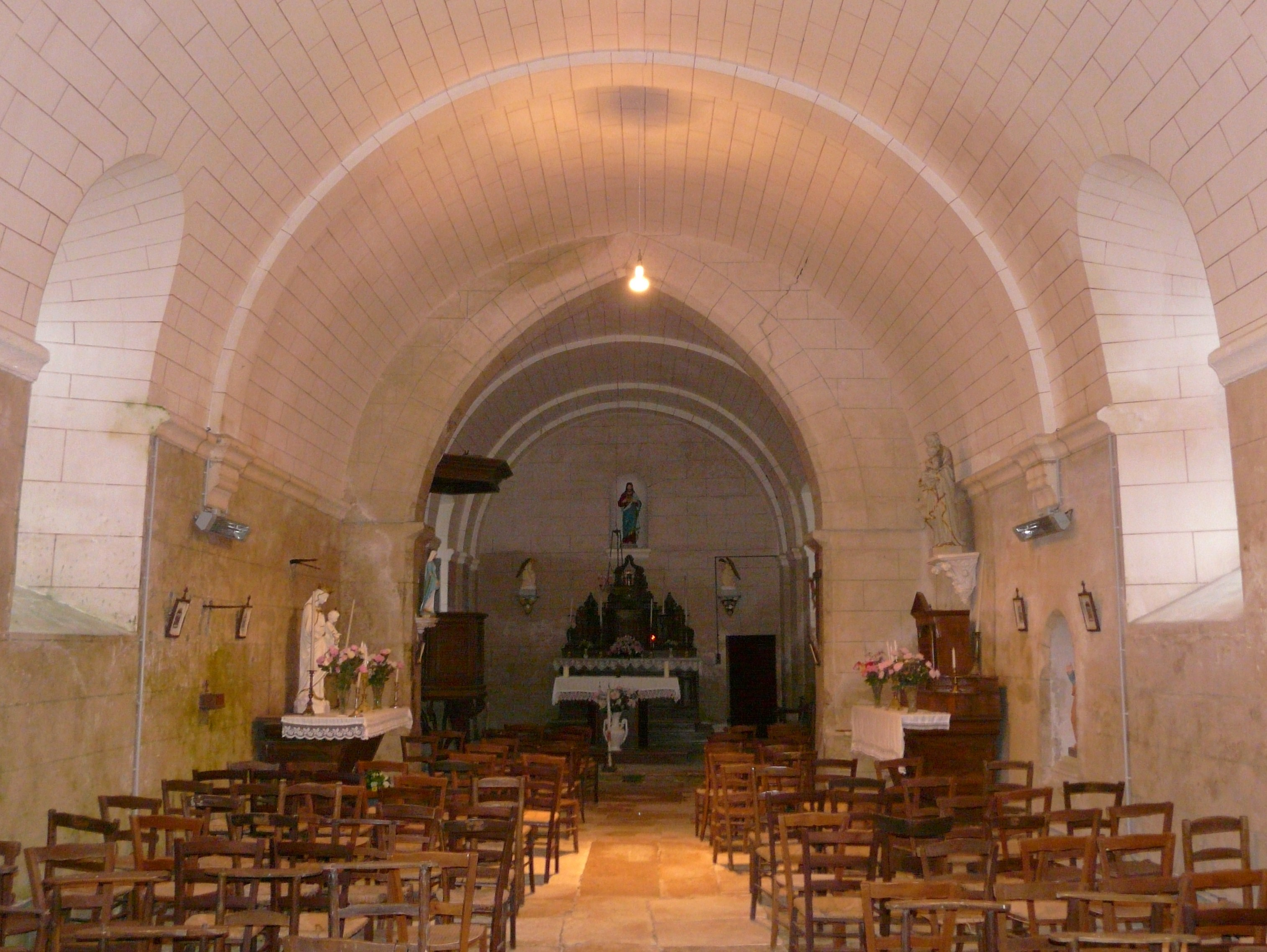
Интерьер церкви Св. Антония
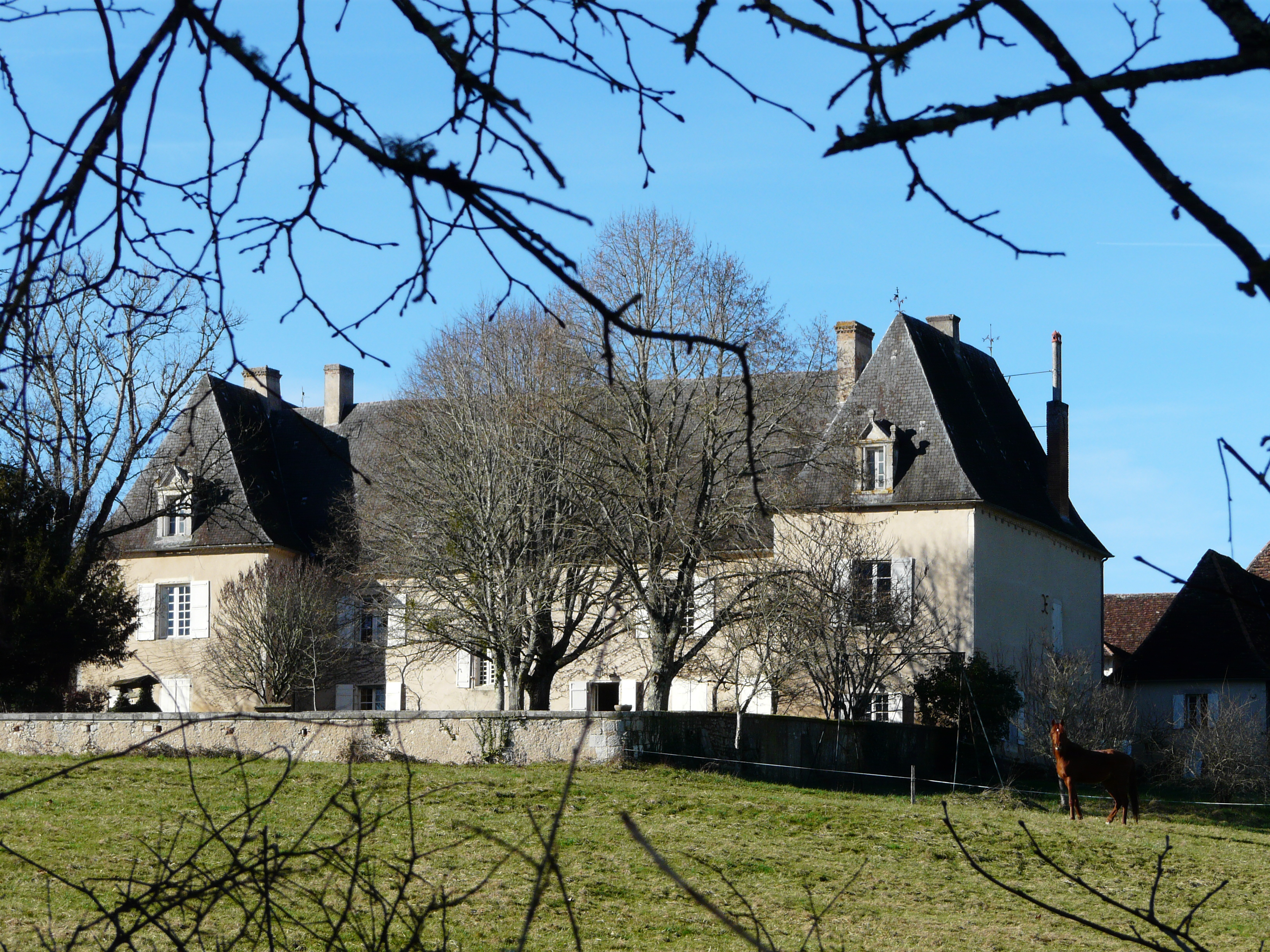
Замок Кав
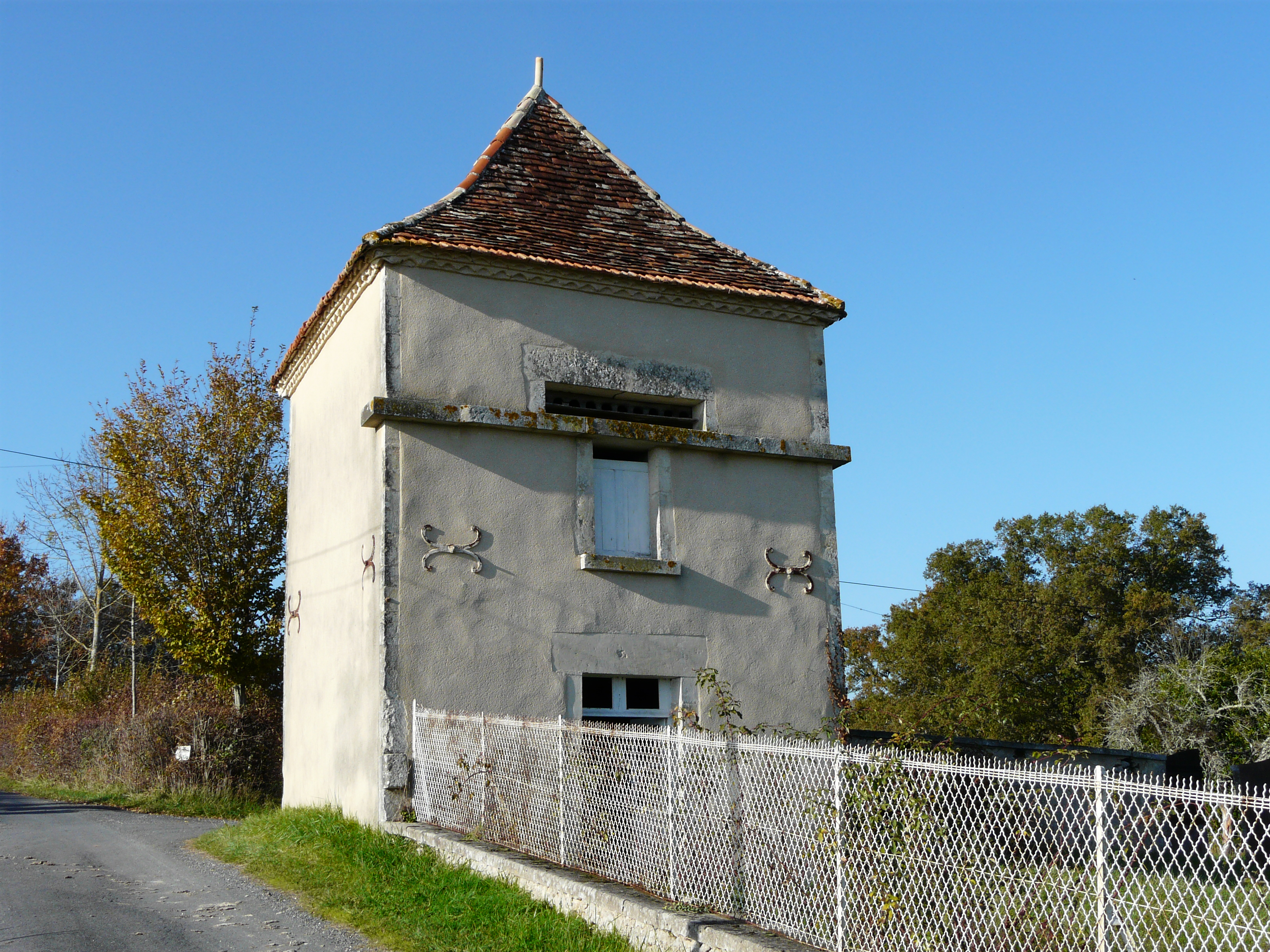
Голубятня
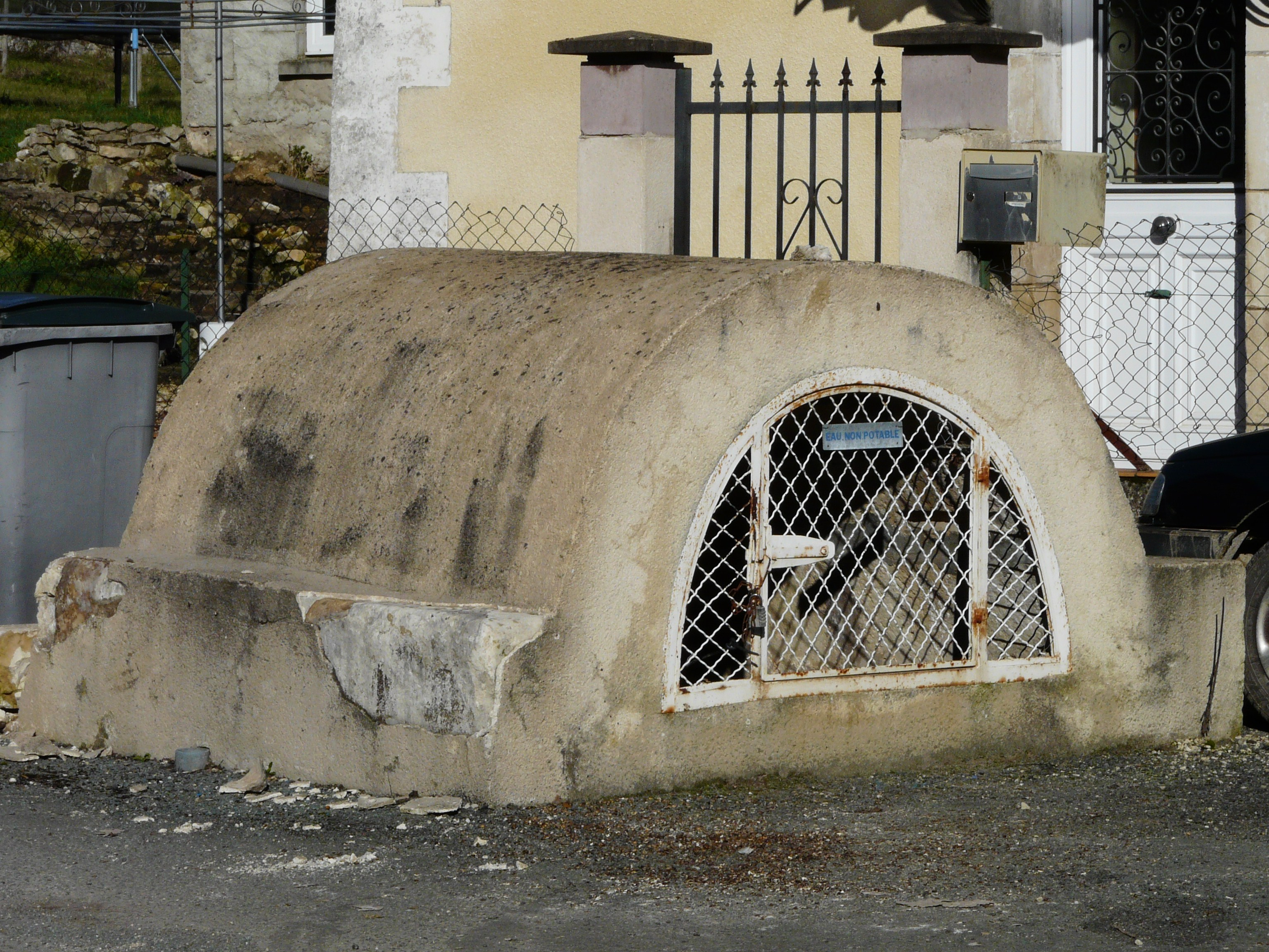
Колодец
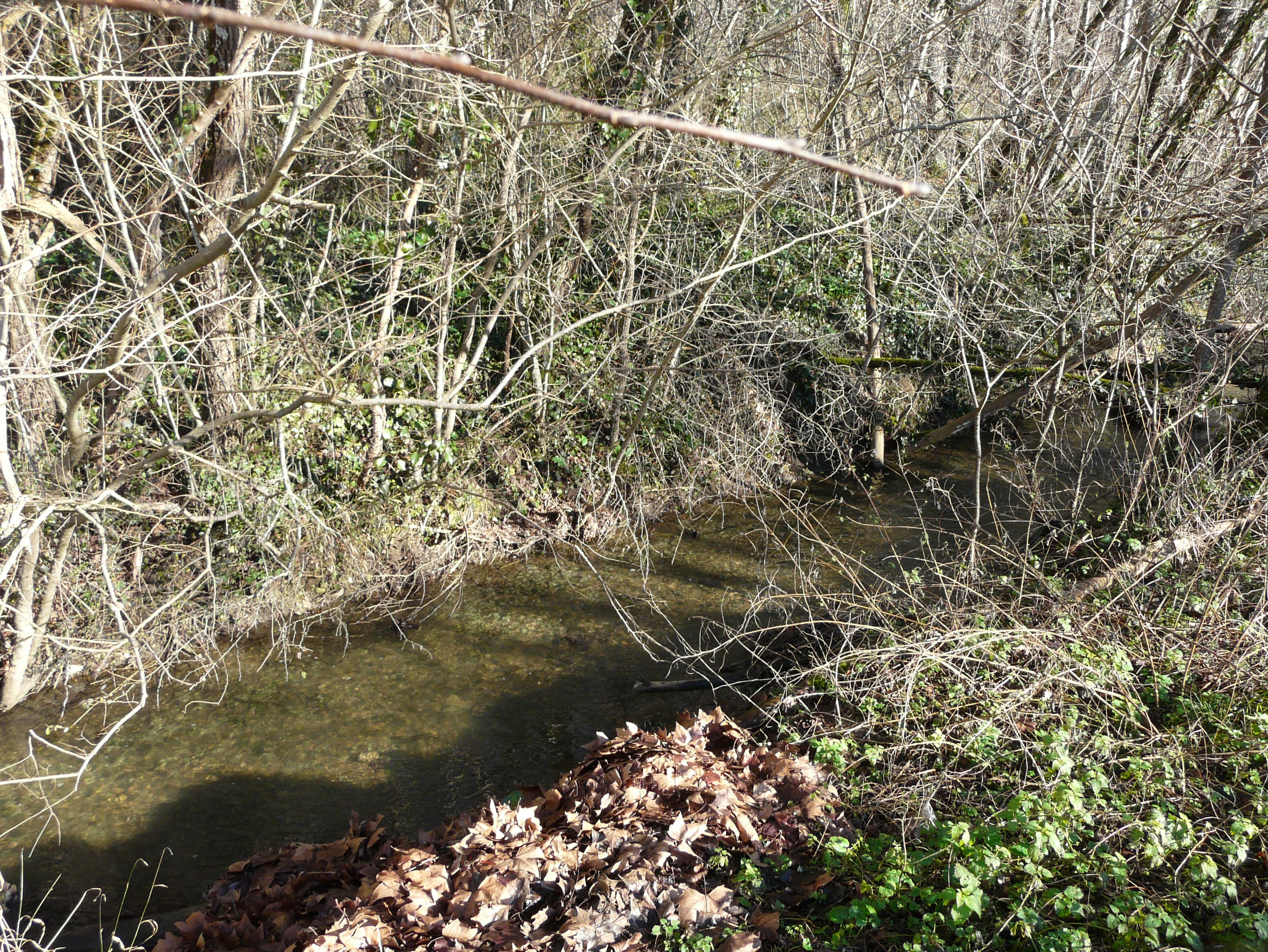
Река Мануар